# ハインリヒ2世 (バイエルン公)

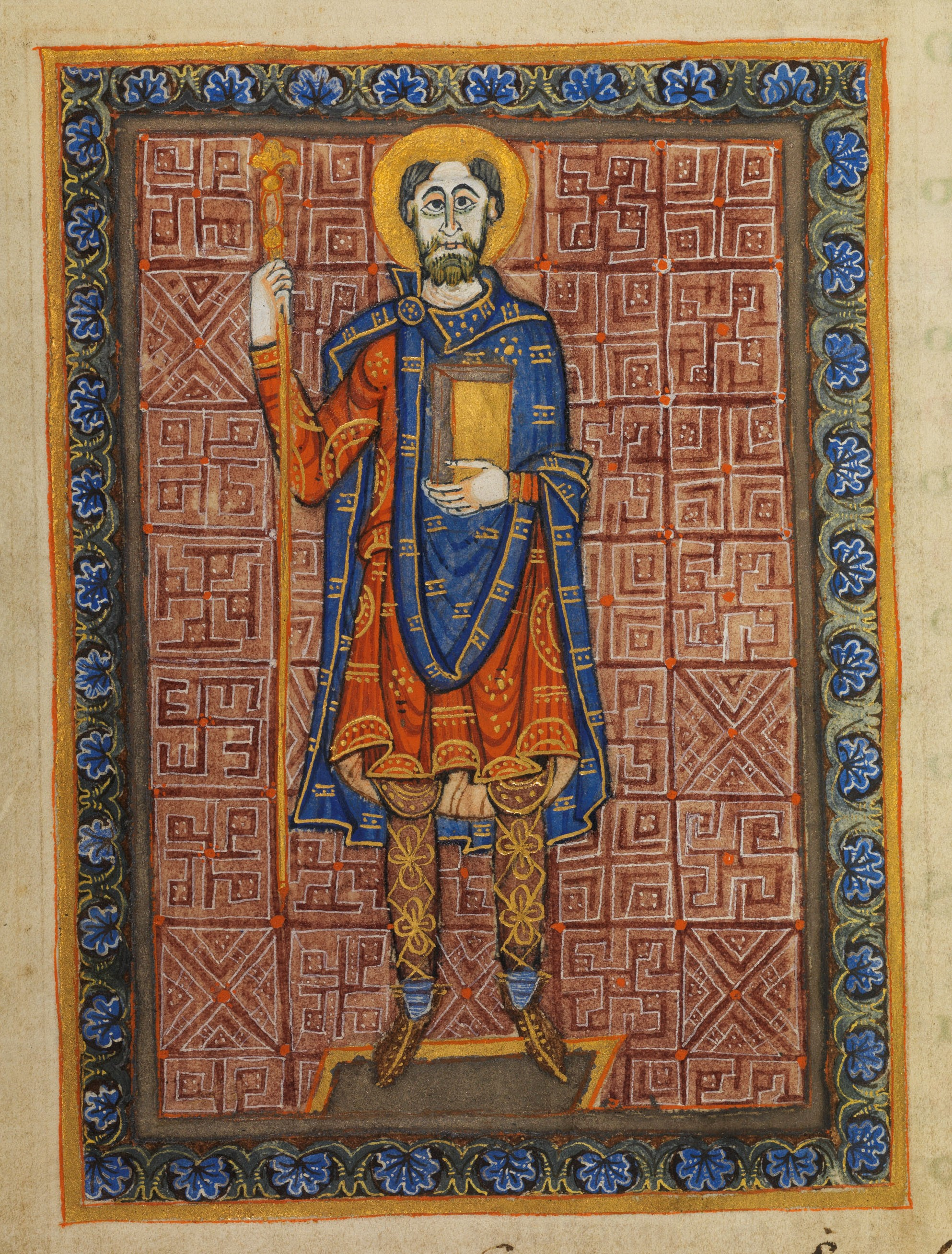
ハインリヒ2世（レーゲンスブルク、ニーダーミュンスター修道院）

ハインリヒ2世（Heinrich II., 951年 - 995年8月28日）は、バイエルン大公（在位：955年 - 976年および985年 - 995年）、ケルンテン大公（在位：989年 - 995年）。リウドルフィング家のバイエルン大公ハインリヒ1世とバイエルン公アルヌルフの娘ユーディトの間の息子で、神聖ローマ皇帝オットー2世の従兄にあたる。神聖ローマ皇帝ハインリヒ2世の父。喧嘩公（der Zänker）とよばれる。

## 生涯
955年に父ハインリヒ1世が死去し、4歳でバイエルン大公位を継承した。973年に皇帝オットー1世が死去し、オットー2世が18歳で皇帝位に就き、ハインリヒはオットー2世の母アーデルハイトとともに政治を担った。しかし、同年末、ハインリヒの義兄（姉の夫）にあたるシュヴァーベン大公ブルヒャルト3世が死去したのち、オットー2世が異母兄リウドルフの子オットーをシュヴァーベン大公位に就けると、ハインリヒはオットー2世に対し反乱を起こした。また、ノルトガウの併合を企み、同地を領するオットー2世支持者のバーベンベルク家とみられるベルトルト・フォン・シュヴァインフルトと対立した。この結果、974年にハインリヒは逮捕されインゲルハイムに幽閉された。
その後ハインリヒはインゲルハイムから脱出しバイエルンに戻ったが、976年にオットー2世はバイエルンの首都レーゲンスブルクを包囲し、ハインリヒはボヘミア公ボレスラフ2世のもとに逃れた。ハインリヒはバイエルン大公位を剥奪され、同大公位はオットー2世の甥のシュヴァーベン大公オットーに与えられたが、バイエルン領東部はオーストリア辺境伯領としてバーベンベルク家のレオポルト1世（ベルトルトの兄弟あるいは甥）に、ケルンテン地方は新たにケルンテン大公領として独立させルイトポルト家のハインリヒ（のちバイエルン公3世）に与えられた。同年、オットー2世はボヘミアを攻めたが大敗し、これをきっかけにハインリヒはケルンテン大公ハインリヒおよびアウクスブルク司教ハインリヒとともに反乱を起こした（「三ハインリヒの反乱」）。これに対し、977年にオットー2世はハインリヒを支持するボヘミア公ボレスラフ2世を再び攻め、これを屈服させた。さらにオットー2世はパッサウに逃れたハインリヒらを攻め、978年にハインリヒらは逮捕されユトレヒト司教の監視のもと幽閉された。ケルンテン大公位はザーリアー家のオットー（老公）に与えられた。
983年、皇帝オットー2世が死去し、幽閉を解かれたハインリヒは3歳で即位したオットー3世にもっとも近い男系親族として、オットー3世の後見人となった。しかし翌984年の復活祭に、ハインリヒはクウェドリンブルクに自らの支持者を集め、自身を国王に選出させた。この王位簒奪にザクセン大公ベルンハルト1世やマインツ大司教ヴィリギス、シュヴァーベン大公コンラートらは反対し、また、義父ブルグント王コンラートが皇帝の母テオファヌを支持する中、985年にテオファヌが摂政となることをハインリヒも認め、その見返りとして再びバイエルン大公位が与えられた。当時バイエルン大公であったルイトポルト家のハインリヒ（もとケルンテン大公）は再びケルンテン大公位を与えられ、ケルンテン大公であったザーリアー家のオットー（老公）にはライン上流域左岸の豊かな領地と支配権が与えられた。なお、ケルンテン大公位は989年のルイトポルト家のハインリヒの死後、ハインリヒ2世に与えられた。
995年、ハインリヒ2世は没し、息子ハインリヒがバイエルン公位を継承したが、ケルンテン大公位はザーリアー家のオットー（老公）に再び与えられた。息子ハインリヒは又従兄にあたるオットー3世の死後、ハインリヒ2世として王位に就いた。

## 子女
ブルグント王コンラートの娘ギーゼラと結婚し、3子をもうけた。
- ハインリヒ（973年 - 1024年） - バイエルン大公（4世）（在位：995年 - 1004年）、のち王（2世）（在位：1002年 - 1024年）、ローマ皇帝（在位：1014年 - 1024年）
- ブルーノ（? - 1029年） - アウクスブルク司教
- ギーゼラ（985年頃 - 1060/65年） - ハンガリー王イシュトヴァーン1世と結婚

## 引用
1. 1 2  瀬原、p.96
2. ↑  瀬原、p.99、p.102
3. ↑  成瀬、p.130